# Marina Schiptjenko
Marina Schiptjenko (Malmö, 27 juli 1965) is een Zweedse muzikante en galerijhouder. Ze is de enige vrouw in de formatie Bodies Without Organs.
Ze werd geboren in Zweden: haar moeder is een Zweedse, haar vader komt uit Oekraïne. Al heel vroeg was Marina bezig in de muziek: zo begon ze, midden jaren tachtig, samen met Eddie Bengtsson het Synthpop duo Page. Later maakte ze kennis met Alexander Bard, die haar (na het stopzetten van zijn band Army of Lovers) vroeg voor zijn nieuwe band Vacuum. Dit werd geen groot succes- en toen Alexander de band verliet, volgde Schiptjenko hem. Samen met Martin Rolinski en Alexander richtte ze Bodies Without Organs op. De band is vrij succesvol in Zweden en in een aantal Oost-Europese landen.
Daarnaast heeft Marina een kunstgalerie in Stockholm.